# جیمزتاون (واشینگتن)
جیمزتاون (به انگلیسی: Jamestown) یک منطقهٔ مسکونی در ایالات متحده آمریکا است که در شهرستان کلالام، واشینگتن واقع شده‌است. جیمزتاون ۱٫۵ کیلومتر مربع مساحت و ۳۶۱ نفر جمعیت دارد و ۳٫۰۵ متر بالاتر از سطح دریا واقع شده‌است.